# كأس رابطة المحترفين الإماراتية
كأس رابطة المحترفين الإماراتية أو كأس مصرف أبو ظبي الإسلامي لأسباب الرعاية هي إحدى بطولات كرة القدم في الإمارات وهي بطولة تنشيطية مصاحبة لبطولة الدوري وتقام البطولة بتنظيم من رابطة كرة القدم في الإمارات، تقام مباريات البطولة أثناء توقف الدوري لتجمع المنتخب الوطني واستحقاقته الدولية، يعتبر نادي الشارقة البطل الحالي لموسم 2023-2022 للمرة الاولى في تاريخه، يحمل شباب الأهلي 4 ألقاب وهو أكثر الاندية تتويجا باللقب.
أقيمت النسخة الأولى من المسابقة في موسم 2008-2009 ، وكانت تتألف المسابقة من 3 مجموعات في الدور الأول واستمر النظام لموسمين حتى موسم 2010-2011 حين تم تقسيم الفرق إلى مجموعتين لضمان لعب عدد أكبر من المباريات تماشياً مع خطة الاتحاد الآسيوي بأن يلعب كل فريق في مسابقاته المحلية عدداً معيناً من المباريات.
البطولة في مجملها تشابه البطولة التي استحدثها الاتحاد الإماراتي لكرة القدم بمسمى بطولة كأس الاتحاد التنشيطية وتم إلغاؤها قبل نهاية عصر الهواة في كرة القدم الإماراتية.
تعتمد المسابقة في شكلها الجديد على صعود بطل دوري الخليج العربي وبطل كأس الخليج العربي للموسم السابق مباشرة إلى دور ربع النهائي، دون المشاركة في مباريات الدور الأول.
أما بطولة دوري الخليج العربي فستكون ركلة البداية لها، تليها مسابقة دوري الخليج العربي تحت 21 عاما في 11 سبتمبر والتي طرأت عليها أيضا تعديلات من حيث نظام البطولة، والتغطية الإعلامية وكذلك الجوائز المالية.
و يعتمد الشكل الجديد لمسابقة تحت 21 عاما على فك الارتباط بينها وبين بطولة دوري الخليج العربي من خلال إقامة المباريات بعد يومين من مباريات الفريق الأول ثم إعادة توزيع العوائد المالية للمسابقة بشكل مختلف
ويستمر تطبيق نظام الذهاب والإياب في الدور نصف النهائي، على أن يتم تحديد الملاعب حسب القرعة.
تقام المباراة النهائية من مباراة واحدة على ملعب محايد يحدد وينظم من قبل اللجنة.

## القنوات الناقلة
| الدولة                   | القناة           |
| ------------------------ | ---------------- |
| الإمارات العربية المتحدة | أبوظبي الرياضية  |
| الإمارات العربية المتحدة | دبي الرياضية     |
| الإمارات العربية المتحدة | الشارقة الرياضية |

## المباريات النهائية
- 2009 العين 1 - 0 الوحدة
- 2010 الجزيرة 2 - 0 عجمان
- 2011 الشباب 3-2 العين [7]
- 2012 الأهلي1-1الشباب [8]
- 2013 عجمان 2-1 الجزيرة [9]
- 2014 الأهلي 2-1 الجزيرة [10]
- 2015 النصر 4-1 الشارقة [11]
- 2016 الوحدة 1-0 الشباب [12]
- 2017 الأهلي 2-0 الشباب[13]
- 2018 الوحدة 2-1 الوصل[14]
- 2019 شباب الأهلي 3-1 الوحدة
- 2020 شباب الأهلي 1-2 النصر
- 2021 شباب الأهلي 0-0 النصر
- 2022 شباب الأهلي 2-2 العين
- 2023 الشارقة 2-1 العين
- 2024 الوحدة 1-0 العين

## سجل الأبطال
| الفريق          | عدد البطولات | سنة                          |
| --------------- | ------------ | ---------------------------- |
| شباب الأهلي دبي | 5            | 2012، 2014، 2017، 2019، 2021 |
| الوحدة          | 3            | 2024،2016، 2018              |
| النصر           | 2            | 2015، 2020                   |
| العين           | 2            | 2009، 2022                   |
| عجمان           | 1            | 2013                         |
| الشباب          | 1            | 2011                         |
| الجزيرة         | 1            | 2010، 2025                   |
| الشارقة         | 1            | 2023                         |

## وصلات خارجية
- كأس اتصالات الإمارات 2008/2009